# Circuito de Valonia 2021
La 54.ª edición de la clásica ciclista Circuito de Valonia fue una carrera en Bélgica que se celebró el 13 de mayo de 2021 con inicio y final en la ciudad de Mont-sur-Marchienne sobre un recorrido de 195,51 kilómetros.
La carrera formó parte del UCI Europe Tour 2021, calendario ciclístico de los Circuitos Continentales UCI dentro de la categoría 1.1, y fue ganada por el francés Christophe Laporte del Cofidis, Solutions Crédits. Completaron el podio, como segundo y tercer clasificado respectivamente, el también francés Marc Sarreau del AG2R Citroën y el neozelandés Laurence Pithie del Groupama-FDJ Continental.

## Equipos participantes
Tomaron parte en la carrera 23 equipos: 4 de categoría UCI WorldTeam, 4 de categoría UCI ProTeam y 15 de categoría Continental. Formaron así un pelotón de 161 ciclistas de los que acabaron 109. Los equipos participantes fueron:
| WorldTeams (4)- AG2R Citroën Team - Cofidis - Intermarché-Wanty-Gobert Matériaux - Lotto Soudal ProTeams (4)- Alpecin-Fenix - Arkéa-Samsic - Bingoal Pauwels Sauces WB - Uno-X Pro Cycling Team Equipos continentales (16)- BEAT Cycling - Black Spoke - Canyon dhb SunGod - Development Team DSM - Dukla Banská Bystrica - Groupama-FDJ Continental - Hagens Berman Axeon - Jumbo-Visma Development Team - Lviv - Massi Vivo-Conecta - Riwal - SEG Racing Academy - Tarteletto-Isorex - Trinity Racing - XSpeed United - Xelliss-Roubaix Lille Métropole |
| |

## Clasificación final
- Las clasificaciones finalizaron de la siguiente forma:[3]

| \| Clasificación general \| Clasificación general \| Clasificación general \| Clasificación general \| Clasificación general \| \| Ciclista \| Ciclista \| Equipo \| Tiempo \| \| \| --------------------- \| --------------------- \| -------------------------------- \| --------------------- \| --------------------- \| \| 1.º \| Christophe Laporte \| Cofidis \| 4 h 18 min 42 s \| \| \| 2.º \| Marc Sarreau \| AG2R Citroën Team \| + 0 s \| \| \| 3.º \| Laurence Pithie \| Équipe continentale Groupama-FDJ \| + 0 s \| \| \| 4.º \| Stanisław Aniołkowski \| Bingoal Pauwels Sauces WB \| + 0 s \| \| \| 5.º \| Søren Wærenskjold \| Uno-X Pro Cycling Team \| + 0 s \| \| \| 6.º \| Martijn Budding \| BEAT Cycling \| + 0 s \| \| \| 7.º \| Stan Van Tricht \| SEG Racing Academy \| + 0 s \| \| \| 8.º \| Florian Vermeersch \| Lotto-Soudal \| + 0 s \| \| \| 9.º \| Daniel McLay \| Arkéa-Samsic \| + 0 s \| \| \| 10.º \| Matthew Bostock \| Canyon dhb SunGod \| + 0 s \| \| |                       |                                  |                 |
| |                       |                                  |                 |
| Fuente: ProCyclingStats |                       |                                  |                 |
| Clasificación general |                       |                                  |                 |
| Ciclista | Ciclista              | Equipo                           | Tiempo          |
| 1.º | Christophe Laporte    | Cofidis                          | 4 h 18 min 42 s |
| 2.º | Marc Sarreau          | AG2R Citroën Team                | + 0 s           |
| 3.º | Laurence Pithie       | Équipe continentale Groupama-FDJ | + 0 s           |
| 4.º | Stanisław Aniołkowski | Bingoal Pauwels Sauces WB        | + 0 s           |
| 5.º | Søren Wærenskjold     | Uno-X Pro Cycling Team           | + 0 s           |
| 6.º | Martijn Budding       | BEAT Cycling                     | + 0 s           |
| 7.º | Stan Van Tricht       | SEG Racing Academy               | + 0 s           |
| 8.º | Florian Vermeersch    | Lotto-Soudal                     | + 0 s           |
| 9.º | Daniel McLay          | Arkéa-Samsic                     | + 0 s           |
| 10.º | Matthew Bostock       | Canyon dhb SunGod                | + 0 s           |

## UCI World Ranking
Circuito de Valonia otorgó puntos para el UCI World Ranking para corredores de los equipos en las categorías UCI WorldTeam, UCI ProTeam y Continental. Las siguientes tablas muestran el baremo de puntuación y los 10 corredores que obtuvieron más puntos:
| Posición   | 1.º | 2.º | 3.º | 4.º | 5.º | 6.º | 7.º | 8.º | 9.º | 10.º | 11.º | 12.º | 13.º-15.º | 16.º-25.º |
| Puntuación | 125 | 85  | 70  | 60  | 50  | 40  | 35  | 30  | 25  | 20   | 15   | 10   | 5         | 3         |

| Clasificación |                       |                            |        |
| Posición      | Ciclista              | Equipo                     | Puntos |
| ------------- | --------------------- | -------------------------- | ------ |
| 1.º           | Christophe Laporte    | Cofidis, Solutions Crédits | 125    |
| 2.º           | Marc Sarreau          | AG2R Citroën               | 85     |
| 3.º           | Laurence Pithie       | Groupama-FDJ Continental   | 70     |
| 4.º           | Stanisław Aniołkowski | Bingoal Pauwels Sauces WB  | 60     |
| 5.º           | Søren Wærenskjold     | Uno-X                      | 50     |
| 6.º           | Martijn Budding       | BEAT Cycling               | 40     |
| 7.º           | Stan Van Tricht       | SEG Racing Academy         | 35     |
| 8.º           | Florian Vermeersch    | Lotto Soudal               | 30     |
| 9.º           | Daniel McLay          | Arkéa Samsic               | 25     |
| 10.º          | Matthew Bostock       | Canyon dhb SunGod          | 20     |